# Jamie Salé
Jamie Rae Salé (ur. 21 kwietnia 1977 w Calgary) – kanadyjska łyżwiarka figurowa, startująca w parach sportowych z Davidem Pelletierem. Mistrzyni olimpijska z Salt Lake City (2002), mistrzyni świata (2001), dwukrotna mistrzyni czterech kontynentów (2000, 2001), dwukrotna zwyciężczyni finału Grand Prix (2000, 2001) oraz 3-krotna mistrzyni Kanady (2000–2002). Zakończyła karierę amatorską w 2002 r.
Salé i Pelletier zostali mistrzami olimpijskimi po ujawnieniu skandalu związanego ze zmową sędziowską, za którą ukarana została francuska sędzia Marie-Reine Le Gougne. Pelletier i Salé zdobyli złoty medal olimpijskich 4 dni po konkursie, przy czym pierwotni zwycięzcy Jelena Bierieżna i Anton Sicharulidze także zachowali tytuł i złoty medal olimpijski.

## Życie prywatne
Jamie Salé i jej partner sportowy David Pelletier zaręczyli się w Wigilię Bożego Narodzenia w 2004 roku. Para pobrała się 30 grudnia 2005 r. w Banff Springs Hotel w Albercie. 30 września 2007 w St. Alberta na świat przyszedł ich syn Jesse Joe Pelletier. W czerwcu 2010 r. para poinformowała o swojej separacji i planowanym rozwodzie. 
W czerwcu 2012 r. Salé poślubiła Craiga Simpsona. Para poznała się w programie Battle of the Blades, który wspólnie wygrała. 7 lipca 2013 r. para przywitała na świecie córkę Samanthę Rae.

## Kariera
Pierwszym partnerem sportowym Jamie Salé był Jason Turner, z którym występowała w parach sportowych od sezonu 1991/1992, gdy wspólnie zdobyli mistrzostwo Kanady juniorów. Równolegle w sezonach 1992–1998 rywalizowała jako solistka w mistrzostwach Kanady i na mistrzostwach świata juniorów w 1995 r., gdzie zajęła 12. miejsce. W trakcie trzech sezonów współpracy z Turnerem, para zdobyła brązowy medal mistrzostw Kanady, zajęła 16. miejsce na mistrzostwach świata w 1994 r. oraz zanotowała debiut olimpijski. Salé i Turner wystąpili na Zimowych Igrzyskach Olimpijskich 1994 w Lillehammer, gdzie zajęli 12. miejsce. Po sezonie 1993/1994 para rozstała się, a Salé kontynuowała karierę indywidualną do 1998 r.

### Partnerstwo z Pelletierem
Pelletier i Salé odbyli pierwsze wspólne treningi w 1996 r., jednak nie doprowadziło to do podjęcia współpracy.
Gdy w 1998 r. o pomoc w poszukiwaniu nowej partnerki Pelletier poprosił trenera Richarda Gauthiera proponując przy tym po raz kolejny Jamie Salé. W lutym 1998 r. Pelletier udał się do Edmonton na treningi próbne. Po miesiącu Salé przeprowadziła się do Montrealu w celu rozpoczęcia współpracy.
W pierwszym z czterech wspólnych sezonów Pelletier i Salé zaczęli regularnie stawać na podium zawodów z cyklu Grand Prix. Zdobyli brązowe medale na NHK Trophy oraz Skate Canada International. Oprócz tego zostali wicemistrzami Kanady. W sezonie 1999/2000 rozpoczęli swoją trzyletnią dominacje na mistrzostwach Kanady oraz międzynarodowych m.in. wygrywając trzykrotnie Skate Canada International. W 2000 r. zostali mistrzami czterech kontynentów w Osace, a na mistrzostwach świata uplasowali się tuż za podium. W sezonie 2000/01 byli niepokonani oprócz srebra na Trophée Eric Bompard. Zdobyli swój pierwszy złoty medal finału Grand Prix w Tokio, a następnie wywalczyli drugi tytuł mistrzów czterech kontynentów oraz tytuł mistrzów świata przed rodzimą publicznością w Vancouver. Po sezonie 2000/01 zakończyli współpracę z dotychczasowym trenerem Richardem Gauthierem.

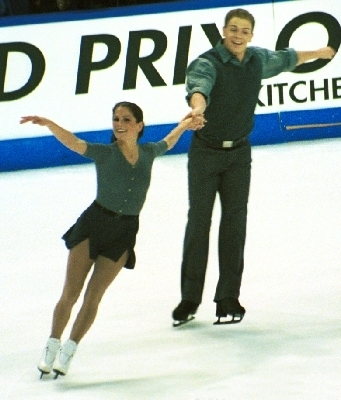
Salé i Pelletier w programie „Love Story” podczas finału Grand Prix 2002 w Kitchener

W sezonie olimpijskim 2001/2002 byli niepokonani. Po wygraniu dwóch zawodów z cyklu Grand Prix awansowali do finału i wygrali go po raz drugi w karierze, tym razem w kanadyjskim Kitchener. Byli jednymi z faworytów do złota olimpijskiego w Salt Lake City.
Pelletier i Salé stali się jednymi z bohaterów Zimowych Igrzysk Olimpijskich 2002 w Salt Lake City, gdzie po skandalu sędziowskim doszło do bezprecedensowej w historii igrzysk decyzji. Oryginalnie, Pelletier i Salé zdobyli srebrny medal 11 lutego 2002 r., jednak po ujawnieniu afery sędziowskiej wyniki zostały zmienione. Pierwotny, krzywdzący werdykt, przyznający Kanadyjczykom drugie miejsce zmieniono i ostatecznie zdobyli oni złoty medal ex aequo z parą rosyjską Jelena Bierieżna i Anton Sicharulidze, którzy pomimo skandalu zachowali swój złoty medal. 17 lutego, po raz pierwszy w historii, ceremonia wręczenia medali została powtórzona. We wręczeniu złota Kanadyjczykom uczestniczyli Rosjanie, zaś wzięcia udziału w ceremonii odmówiła chińska para Shen Xue i Zhao Hongbo, która zdobyła brązowy medal. Skandal przyczynił się do zmian w sposobie oceniania zawodów łyżwiarskich.

### Po zakończeniu kariery

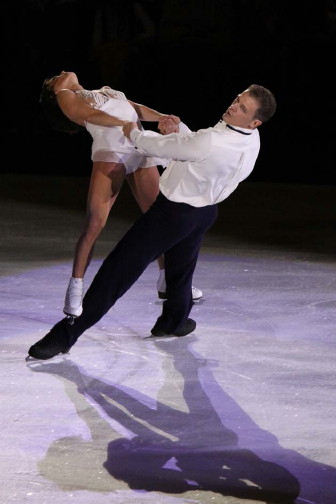
Stars on Ice 2009

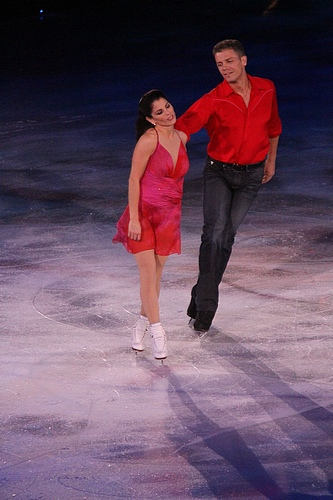
Stars on Ice 2010

Po sezonie olimpijskim 2001/02 Pelletier i Salé wycofali się z amatorskiego łyżwiarstwa i występowali w rewiach oraz pokazach łyżwiarskich m.in. Stars on Ice. Podczas Zimowych Igrzysk Olimpijskich 2006 w Turynie byli komentatorami sportowymi dla USA Network. 
Obydwoje zostali uhonorowani w Skate Canada Hall of Fame w 2008 r. Ponadto zostali członkami Canadian Olympic Hall of Fame w 2009 r. Pomimo rozwodu w 2010 r. kontynuowali wspólne występy do 2012 r. W 2017 r. byli wspólnie ambasadorami zawodów Skate Canada International.

## Osiągnięcia

### Pary sportowe

#### Z Davidem Pelletierem
| Zawody                           | 98–99          | 99–00          | 00–01          | 01–02          |                |                |                |                |                |                |                |                |                |                |                |                |                |
| Międzynarodowe                   | Międzynarodowe | Międzynarodowe | Międzynarodowe | Międzynarodowe | Międzynarodowe | Międzynarodowe | Międzynarodowe | Międzynarodowe | Międzynarodowe | Międzynarodowe | Międzynarodowe | Międzynarodowe | Międzynarodowe | Międzynarodowe | Międzynarodowe | Międzynarodowe | Międzynarodowe |
| -------------------------------- | -------------- | -------------- | -------------- | -------------- | -------------- | -------------- | -------------- | -------------- | -------------- | -------------- | -------------- | -------------- | -------------- | -------------- | -------------- | -------------- | -------------- |
| Igrzyska olimpijskie             |                |                |                | 1              |                |                |                |                |                |                |                |                |                |                |                |                |                |
| Mistrzostwa świata               |                | 4              | 1              |                |                |                |                |                |                |                |                |                |                |                |                |                |                |
| Mistrzostwa czterech kontynentów |                | 1              | 1              |                |                |                |                |                |                |                |                |                |                |                |                |                |                |
| GP Finał Grand Prix              |                | 5              | 1              | 1              |                |                |                |                |                |                |                |                |                |                |                |                |                |
| GP Nations Cup                   |                | 2              |                |                |                |                |                |                |                |                |                |                |                |                |                |                |                |
| GP NHK Trophy                    | 3              |                |                |                |                |                |                |                |                |                |                |                |                |                |                |                |                |
| GP Skate America                 |                | 1              | 1              | 1              |                |                |                |                |                |                |                |                |                |                |                |                |                |
| GP Skate Canada International    | 3              |                | 1              | 1              |                |                |                |                |                |                |                |                |                |                |                |                |                |
| GP Trophée Eric Bompard          |                |                | 2              |                |                |                |                |                |                |                |                |                |                |                |                |                |                |
| Canadian Open                    |                |                | 1              |                |                |                |                |                |                |                |                |                |                |                |                |                |                |
| Masters of Figure Skating        | 4              |                |                |                |                |                |                |                |                |                |                |                |                |                |                |                |                |
| Krajowe                          |                |                |                |                |                |                |                |                |                |                |                |                |                |                |                |                |                |
| Mistrzostwa Kanady               | 2              | 1              | 1              | 1              |                |                |                |                |                |                |                |                |                |                |                |                |                |

#### Z Jasonem Turnerem
| Zawody               | 89–90          | 90–91          | 91–92          | 92–93          | 93–94          |                |                |                |                |                |                |                |                |                |                |                |                |
| Międzynarodowe       | Międzynarodowe | Międzynarodowe | Międzynarodowe | Międzynarodowe | Międzynarodowe | Międzynarodowe | Międzynarodowe | Międzynarodowe | Międzynarodowe | Międzynarodowe | Międzynarodowe | Międzynarodowe | Międzynarodowe | Międzynarodowe | Międzynarodowe | Międzynarodowe | Międzynarodowe |
| -------------------- | -------------- | -------------- | -------------- | -------------- | -------------- | -------------- | -------------- | -------------- | -------------- | -------------- | -------------- | -------------- | -------------- | -------------- | -------------- | -------------- | -------------- |
| Igrzyska olimpijskie |                |                |                |                | 12             |                |                |                |                |                |                |                |                |                |                |                |                |
| Mistrzostwa świata   |                |                |                |                | 16             |                |                |                |                |                |                |                |                |                |                |                |                |
| Skate America        |                |                |                | 7              |                |                |                |                |                |                |                |                |                |                |                |                |                |
| NHK Trophy           |                |                |                |                | 5              |                |                |                |                |                |                |                |                |                |                |                |                |
| Krajowe              |                |                |                |                |                |                |                |                |                |                |                |                |                |                |                |                |                |
| Mistrzostwa Kanady   | 3 N            | 2 J            | 1 J            | 4              | 3              |                |                |                |                |                |                |                |                |                |                |                |                |

### Solistki
| Zawody                                | 91–92                                 | 92–93                                 | 93–94                                 | 94–95                                 | 96–97                                 | 97–98                                 |                                       |                                       |                                       |                                       |                                       |                                       |                                       |                                       |                                       |                                       |                                       |                                       |
| Międzynarodowe: Kategorie młodzieżowe | Międzynarodowe: Kategorie młodzieżowe | Międzynarodowe: Kategorie młodzieżowe | Międzynarodowe: Kategorie młodzieżowe | Międzynarodowe: Kategorie młodzieżowe | Międzynarodowe: Kategorie młodzieżowe | Międzynarodowe: Kategorie młodzieżowe | Międzynarodowe: Kategorie młodzieżowe | Międzynarodowe: Kategorie młodzieżowe | Międzynarodowe: Kategorie młodzieżowe | Międzynarodowe: Kategorie młodzieżowe | Międzynarodowe: Kategorie młodzieżowe | Międzynarodowe: Kategorie młodzieżowe | Międzynarodowe: Kategorie młodzieżowe | Międzynarodowe: Kategorie młodzieżowe | Międzynarodowe: Kategorie młodzieżowe | Międzynarodowe: Kategorie młodzieżowe | Międzynarodowe: Kategorie młodzieżowe | Międzynarodowe: Kategorie młodzieżowe |
| ------------------------------------- | ------------------------------------- | ------------------------------------- | ------------------------------------- | ------------------------------------- | ------------------------------------- | ------------------------------------- | ------------------------------------- | ------------------------------------- | ------------------------------------- | ------------------------------------- | ------------------------------------- | ------------------------------------- | ------------------------------------- | ------------------------------------- | ------------------------------------- | ------------------------------------- | ------------------------------------- | ------------------------------------- |
| Mistrzostwa świata juniorów           |                                       |                                       |                                       | 12                                    |                                       |                                       |                                       |                                       |                                       |                                       |                                       |                                       |                                       |                                       |                                       |                                       |                                       |                                       |
| Krajowe                               |                                       |                                       |                                       |                                       |                                       |                                       |                                       |                                       |                                       |                                       |                                       |                                       |                                       |                                       |                                       |                                       |                                       |                                       |
| Mistrzostwa Kanady                    | 3 N                                   |                                       | 3 J                                   | 5                                     | WD                                    | 6                                     |                                       |                                       |                                       |                                       |                                       |                                       |                                       |                                       |                                       |                                       |                                       |                                       |